# Черкасова, Марина Евгеньевна (фристайлистка)
Марина Евгеньевна Черкасова (род. 1 марта 1972) — российская спортсменка, член олимпийской сборной команды России по фристайлу на Олимпиаде в Лиллехаммере, Олимпиаде в Солт-Лейк-Сити, Олимпиаде в Турине и на Олимпиаде в Ванкувере (20 место).
Выпускница Московского государственного педагогического института. Мастер спорта международного класса (фристайл, могул).
Чемпионка России (2001) в могуле. Серебряный призёр чемпионата России (2005) в могуле. Победитель Кубка России (2001) в могуле.
Серебряный призёр чемпионата мира (2003) в парном могуле. Победитель чемпионата Европы (2008) в парном могуле. В сборной команде СССР/России с 1989 года.
Отец — Андрей Черкасов, президент Федерации фристайла России.